# Constitutio criminalis Carolina
Constitutio criminalis Carolina (zkráceně CCC, Lex Carolina nebo jen Carolina) byl trestní řád, respektive zákoník s platností pro Svatou říši římskou vydaný císařem Karlem V. v roce 1532. 
Ustanovení Caroliny nikdy neplatila absolutně a v jednotlivých státech říše se k ní přistupovalo jen jako k určité směrnici, i tak se jednalo o velmi důležitou úpravu germánského trestního práva na dalších téměř tři sta let. Carolina upravovala zejména proces trestního práva, stanovila důležité zásady pro inkviziční řízení (přikazuje důsledné oddělení části vyšetřovací a části stanovení rozsudku), důležitá byla také stanovení užití útrpného práva, které bylo do této doby užíváno značně nejednotně. Navazuje na Bamberský hrdelní řád vydaný v roce 1507 pro bamberské biskupství.

## Historie
V roce 1498 bylo na říšském sněmu v městě Freiburg im Breisgau dohodnuto na potřebě zákoníku. Ovšem k vypracování prvního návrh došlo až roku 1521 speciální komisí ve Wormsu. Návrh se opíral o Bamberský hrdelní řád a jeho pozdější úpravy vzniklé v letech 1507–1516. Tento návrh byl revidován v roce 1523 za účasti hlavního autora Bamberského hrdelního řádu Johanna von Schwarzenberg. Tento byl navržen na říšském sněmu v Norimberku, ale ani ten nebyl přijat, podobně jako návrhy z let 1529 ve Špýru a 1530 v Augsburgu. Proti návrhům vystupovali především kurfiřt saský a braniborský, kteří se obávali omezení suverenity (v saském právu stále užívalo Saského zrcadla). Trestní zákoník byl nakonec přijat o dva roky později v roce 1532 v Řezně, ovšem se salvátorskou klauzulí, že takovýto zákoník bude mít pouze platnost podpůrnou, subsidiární. Originální německý název díla zněl Keyser Karls des fünfften vnnd des heyligen Römischen Reichs peinlich gerichts ordnung (Císaře Karla V. a svaté římské říše hrdelní řád) a tiskem byl vydán roku 1533. Carolina se udržela nejdéle v Meklenbursku, Schaumburg-Lippe a Brémách, do vydání trestního zákoníku pro Německou říši roku 1871.

## Obsah
Největší část CCC je věnována trestnímu řízení (články 1–103 a 181 219) a zbývající články 104–180 se věnují hmotnému právu. V souvislosti s uváděným tresty je Carolina označována za krutou, protože zachycuje ještě některé pozdně středověké tresty v soudobé praxi ještě hojně využívané, z nichž některé nakonec i ze soudní praxe postupně (některé již v 16. století) mizí. Jsou to starobylé mrzačící tresty utnutí ruky, utnutí prstů ruky, uříznutí ucha, vyříznutí jazyka apod. Z trestů smrti je vedle čestného stětí, uváděno také oběšení, lámání kolem, pohřbení zaživa, upálení, utopení, naražení na kůl, nebo čtvrcení.
Z hlediska trestního řízení je podstatné, že se vedle akuzačního řízení začíná prosazovat i inkviziční. Prosazují se zásady oficiálnosti, písemnosti a tajnosti. Je kladen důraz na to, aby rozsudky byly vypracovány nezávisle na vyšetřovacích soudcích (u inkvizičního řízení) právními odborníky na základě vypracovaných písemných protokolů. Carolina také ošetřuje užití útrpného práva pro získání přiznání a stanoví pravidla, která mají zamezit zneužití tohoto práva, nicméně soudní praxe na tato omezení často nebrala ohled a docházelo k nadužívání.

### Edice
- Die peinliche Gerichtsordnung Kaiser Karls V. und des Heiligen Römischen Reichs von 1532 = (Carolina). Příprava vydání Friedrich-Christian Schroeder. Stuttgart: Reclam, 2000. ISBN 3-15-018064-3. (němčina)